# Björsjön (Sandhems socken, Västergötland)
Björsjön är en sjö i Mullsjö kommun i Västergötland och ingår i Göta älvs huvudavrinningsområde. Björsjön genomflyts av ån Lidan. Vid sjöns sydöstra strand ligger ett fritidshusområde.

## Galleri

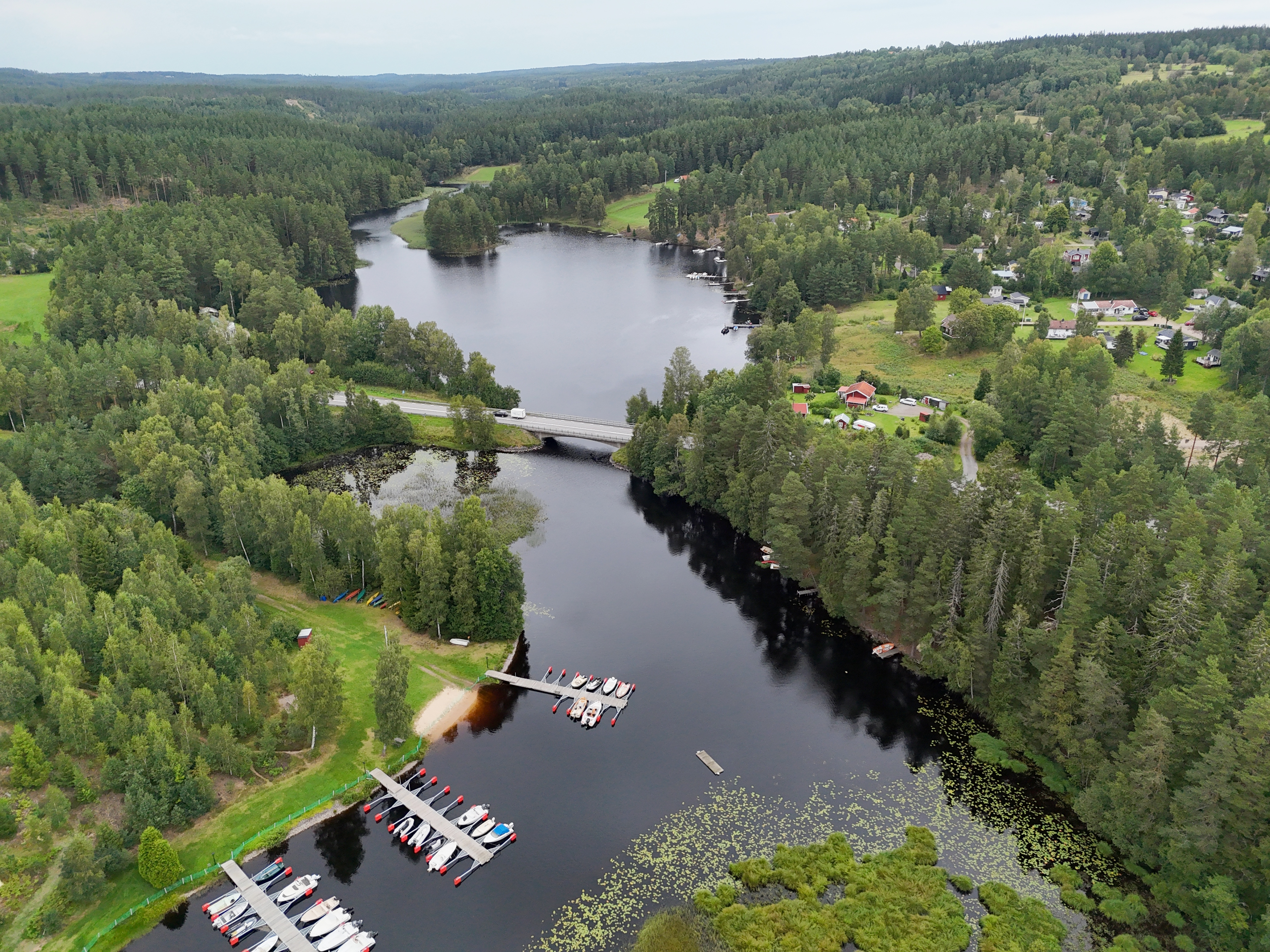
Riksväg 26 korsar Lidan vid sjöns sydspets..
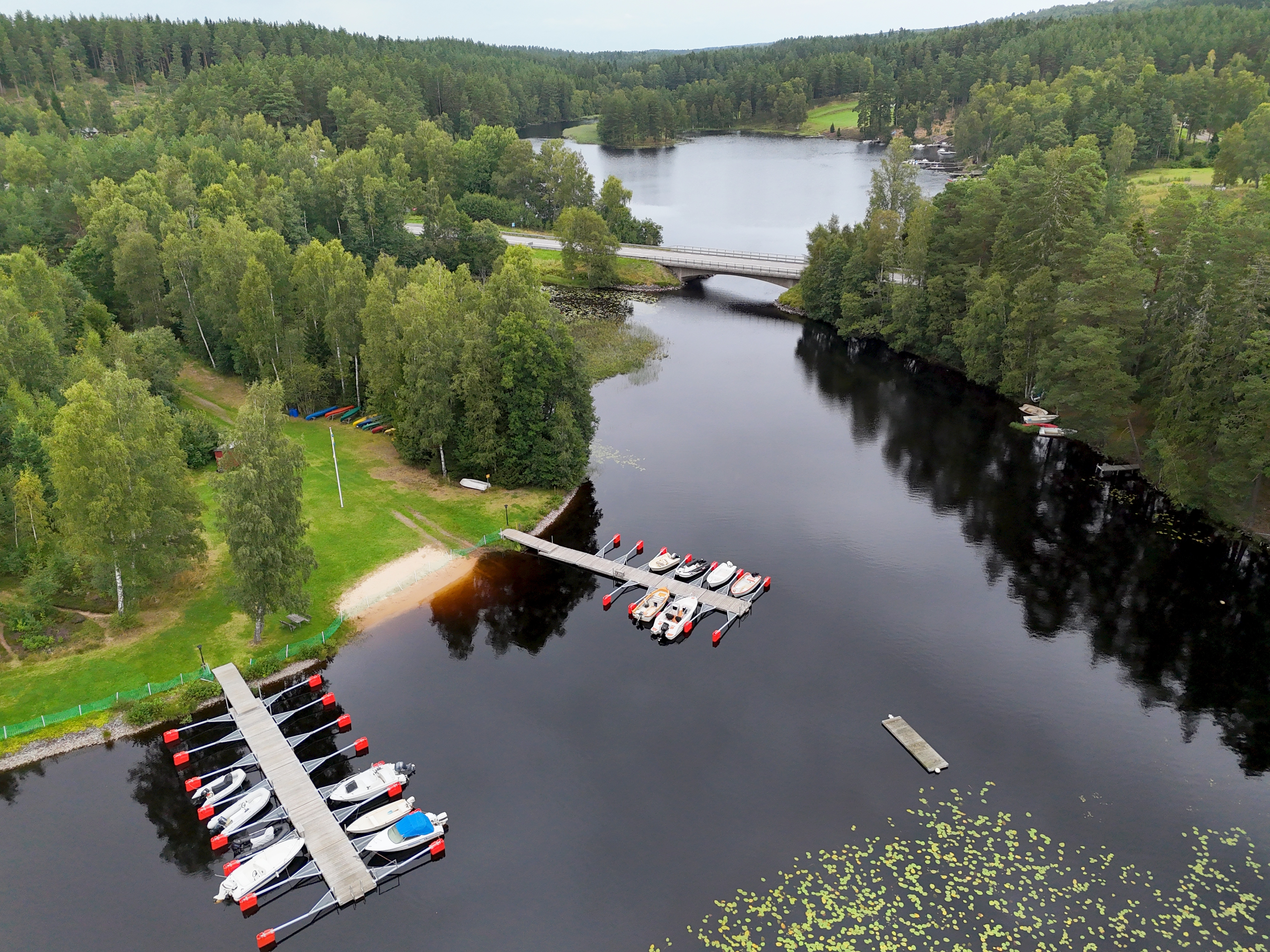
Vid Mon vid sjöns inlopp ligger en marina.